# ŽRK Budućnost Podgorica
ŽRK Budućnost T-Mobile este o echipă de handbal feminin din Podgorica, Muntenegru, secție a clubului sportiv Budućnost Podgorica.
Clubul a fost fondat în 13 februarie 1949 și a jucat întâiul joc oficial în 1950. Primul trofeu al ŽRK Budućnost a fost Cupa Iugoslaviei, câștigată în 1984. Anul următor, ŽRK Budućnost a devenit campioana Iugoslaviei. Tot în anul 1985, fetele din Podgorica au obținut primul lor trofeu european, Cupa Cupelor EHF. Până în acel moment fusese cel mai bun sezon pentru Budućnost, iar clubul a fost declarat „cel mai bun club din țară”. 
Începând cu sezonul 1988/1989, ŽRK Budućnost a dominat competițiile naționale, devenind campioana tuturor fostelor state - RSF Iugoslavia, RF Iugoslavia sau Serbia și Muntenegru. Clubul a continuat să domine și campionatul național din Muntenegru, de la declararea de către acest stat a independenței sale, în 2006.
În 2006, ŽRK Budućnost a câștigat din nou Cupa Cupelor EHF, învingând în finală pe Győri Audi ETO KC. Meciul tur s-a jucat la Podgorica, pe 13 mai, și s-a terminat la egalitate, scor 25–25. Totuși, Budućnost a învins pe Győr în meciul retur disputat în deplasare, pe 20 mai, cu scorul de 26–23, și a obținut titlul cu scorul general de 51–48.
ŽRK Budućnost este puternic susținută de suporterii Budućnost, intitulați Varvari (Barbarii).

## Palmares
- Liga Campionilor:                           
  -  Câștigătoare: 2012, 2015
  - Finalistă: 2014

- Cupa Cupelor EHF:                           
  -  Câștigătoare: 1985, 2006, 2010

- Cupa EHF:                           
  -  Câștigătoare: 1987

- Campionatul Muntenegrului:
  - Câștigătoare (31): 1985, 1989, 1990, 1992–2019

- Cupa Muntenegrului:
  -  Câștigătoare (24): 1984, 1989, 1995-1998, 2000-2002, 2005–2019

- Liga Regională:
  - Câștigătoare (8): 2010, 2011, 2012, 2013, 2014, 2015, 2016, 2019

- De 31 de ori echipă câștigătoare a campionatelor RSF Iugoslaviei, RF Iugoslaviei, Serbiei și Muntenegrului (1985, 1989, 1990, 1992–2006, 2006-2019)
- De 24 de ori echipă câștigătoare a Cupei, (1984, 1989, 1995–1998, 2000–2002, 2005, 2006-2019)
- De 4 ori nominalizat Cel mai bun club din Iugoslavia: 1985, 1987, 1993, 1998

## Liga Campionilor
- 1995/96       optimi de finală
- 1996/97       semifinalistă
- 1997/98       semifinalistă
- 1998/99       semifinalistă
- 1999/00       semifinalistă
- 2000/01       semifinalistă
- 2001/02       semifinalistă
- 2002/03       sfert-finalistă
- 2003/04       sfert-finalistă
- 2004/05       faza grupelor
- 2005/06       retrogradată în Cupa Cupelor
- 2006/07       faza grupelor
- 2007/08       retrogradată în Cupa Cupelor
- 2008/09       grupele principale
- 2009/10       retrogradată în Cupa Cupelor
- 2010/11       semifinalistă
- 2011/12       câștigătoare
- 2012/13       grupele principale
- 2013/14       finalistă
- 2014/15       câștigătoare
- 2015/16       Final Four - locul 4
- 2016/17       Final Four - locul 4

## Echipa

### Echipa actuală
Echipa pentru sezonul 2020–2021
| Portari - 01 Marina Rajčić - 12 Bárbara Arenhart Extreme stânga - 96 Itana Grbić - 77 Majda Mehmedović Extreme dreapta - 04 Jovanka Radičević - 28 Anastasija Marsenić Pivoți - 34 Tatjana Brnović - 66 Ema Ramusović | Intermediari stânga - 13 Andrijana Popović - 44 Jovana Ilić Centri - 70 Andrea Lekić - 57 Allison Pineau - 90 Milena Knežević (c) Intermediari dreapta - 61 Valeriia Maslova - 14 Katarina Džaferović |

### Banca tehnică
Conform paginii oficiale a ŽRK Budućnost:
- Antrenor principal: Bojana Popović[4]
- Antrenor secund: Maja Savić
- Antrenor cu portarii: Novak Ristović
- Statistician: Vladimir Kovačević

## Foste jucătoare notabile
| - Maja Bulatović - Katica Lješković - Olga Sekulić - Svetlana Antić - Ljiljana Vučević - Mirjana Milović - Dalija Erceg - Mirsada Ganić - Ana Vojčić - Sanela Knezović - Sandra Kolaković - Sanja Jovović - Tatjana Jeraminok - Dragica Orlandić - Bojana Popović - Snežana Damjanac - Zorica Pavićević - Mira Čelebić - Aida Dorović - Zlata Paplacko - Larisa Karlova - Natalia Anisimova - Natalia Cigankova | - Gabriella Kindl - Maja Savić - Marija Jovanović - Vesna Durković - Dragana Pešić - Dragica Đurić - Ljiljana Knežević - Stanka Božović - Ana Đokić - Ana Radović - Marta Bojanović - Anica Đurović - Anđela Bulatović - Sonja Barjaktarović - Camilla Dalby - Clara Woltering - Katarina Bulatović - Majda Mehmedović - Dragana Cvijić - Gabriela Tănase - Cristina Neagu - Kinga Achruk |